# Damaeus craigheadi
Damaeus craigheadi är en kvalsterart som först beskrevs av Arthur P. Jacot 1939.  Damaeus craigheadi ingår i släktet Damaeus och familjen Damaeidae. Inga underarter finns listade i Catalogue of Life.